# Yu Yokoyama
Ne doit pas être confondu avec Yui Yokoyama.
Pour les articles homonymes, voir Yokoyama.
Yu Yokoyama (横山裕, Yokoyama Yuu), de son vrai nom  Kimitaka Yokoyama (横山侯隆, Yokoyama Kimiitaka), né le 9 mai 1981  à Osaka, est un chanteur, idole et acteur japonais. Il est un des membres du groupe masculin japonais Kanjani8, formé dans le cadre de l'agence Johnny & Associates.
Les autres membres de Kanjani8 sont Shingo Murakami, Subaru Shibutani, Ryuhei Maruyama, Shota Yasuda, Nishikido Ryo, Tadayoshi Okura et Hiroki Uchi (actuellement un ancien membre).
Il a notamment joué dans des dramas, apparaît souvent dans des shows TV (par exemple, Hirunandesu!), fait de la radio et est parolier pour le sous-groupe de Kanjani8, SanKyoudai.

## Fiche
- Surnom : Yoko, Kimi-kun
- Lieu de naissance : Osaka, Japon
- Taille : 176 cm
- Signe astrologique : Taureau
- Groupe sanguin : A
- Profession : Chanteur et acteur
- Agence de talent : Johnny's Entertainment

## Biographie
Yokoyama a rejoint Johnny's Entertainment le 25 décembre 1996 après que sa mère ait envoyé sa candidature. Un de ses camarades de classe était dans les Johnny's et elle pensait que son Kimitaka pouvait mieux faire. Il auditionna en même temps que Shingo Murakami. Johnny-san lui trouva son nom de scène: Yu. Tout d'abord Johnny-san voulut lui donner le surnom "Henry".
Lorsqu'il était dans les Johnny's au début de sa carrière, Yokoyama travaillait en même temps sur un chantier de construction. Il a deux frères qui sont de 6 et 8 ans plus jeunes, il prend donc soin d'eux et paye leur éducation. 
Le sport préféré de Yokoyama est le Basketball, il en avait joué au lycée et y joue encore. 
Yokoyama est membre de Sankyoudai, un "sous-groupe" de Kanjani8. Le groupe a fait sa première apparition à la "Christmas Party" au Osaka Shochikuza Theater. Les deux autres membres de ce groupe sont Subaru Shibutani et Shota Yasuda. Yokoyama écrit les paroles de toutes les chansons de ce sous-groupe. Ils se font reconnaître par leurs chemises (avec leurs noms et des messages inscris dessus) et leurs uniformes de lycéens. 

## Filmographie

### Drama
- Suikyu Yankisu (Fuji TV, 2014)
- Boys on the run (TV Asahi, 2012)
- 13-sai no Hello Work (Fuji TV, 2012)
- Control ~Hanzai shinrisousa~ (Fuji TV, 2011)
- Hidarime tantei EYE (NTV, 2010)
- 0goushitsu no kyaku (Fuji TV, 2009)
- Koishite Akuma ~Vampire☆boy~ Episode 8 (Fuji TV, 2009)
- The Quiz Show 2 (NTV, 2009)
- Haikei, Chichiue-sama (Fuji TV, 2007)
- Kemarishi (Kansai TV, 2006)
- Gekidan Engimono "Lonely My Room" (Fuji TV, 2005)
- Hakusen Nagashi ~25-sai (Fuji TV, 2003)
- Engisha, Mitsuo (Fuji TV, 2002)
- Honran no Voyage part 1 and 2 (Asahi, 2001)
- The Worst Date, Oppai seijin VS. Suto-ka- musume 12th date (NTV, 2001)
- The Worst Date, Naniwa josoudan VS. Edokko Minari oyaji 3rd Date (NTV, 2000)
- Kowai Nichiyoubi Mayonaka no kikoeta koe (TV Asahi, 2000)
- Food Fight Episode 5 (NTV, 2000)
- Ike ike ikemen (NTV, 2000)
- Nekketsu renaidou "Aries no B-gata Boy" case 17 (NTV, 1999)
- P.S. Genki desu, Shunpei (TBS, 1999)
- Akō rōshi (TV Tokyo, 1999)
- Kowai Nichiyoubi 開かずのトイレ (Hirakazu no toire), Episode 1 (TV Asahi, 1999)
- Kowai Nichiyoubi Fuuin sareta kaidan Episode 10 (TV Asahi, 1999)
- Don't Worry (Fuji TV, 1998)
- Hakusen Nagashi (Fuji TV, 1996)

### Film
Shinjuku Tanteidan Shonen (Shinjuku Boy Detectives) (1998)